# دوري الدرجة الثانية البيروي 2011
دوري الدرجة الثانية البيروفي 2011 (بالإسبانية: Segunda División Peruana 2011)‏ هو الموسم 60 من دوري الدرجة الثانية البيروفي ‏. فاز فيه نادي خوسيه جالفيز ‏.